# توني وليامز (موسيقي بريطاني)
توني وليامز (بالإنجليزية: Tony Williams)‏ هو موسيقي بريطاني، ولد في 19 أغسطس 1947 في درم في المملكة المتحدة.